# 1427 w polityce
Wydarzenia polityczne w 1427 roku.

## Urodzili się
- 29 listopada – Zhu Qizhen, cesarz chiński.
- 30 listopada – Kazimierz IV Jagiellończyk, król Polski.